# Rhombophryne analamaina
Espèce
Synonymes
- Stumpffia analamaina Klages, Glaw, Köhler, Müller, Hipsley & Vences, 2013

Rhombophryne analamaina est une espèce d'amphibiens de la famille des Microhylidae.

## Répartition
Cette espèce est endémique de Madagascar.

## Publication originale
- Klages, Glaw, Köhler, Müller, Hipsley & Vences, 2013 : Molecular, morphological and osteological differentiation of a new species of microhylid frog of the genus Stumpffia from northwestern Madagascar. Zootaxa, no 3717, p. 280-300.